# Estádio Aziz Kocaoğlu de Bornova
O Estádio Aziz Kocaoğlu de Bornova (em turco: Bornova Aziz Kocaoğlu Stadyumu) é um estádio de futebol localizado em Bornova, distrito da cidade de Esmirna, na Turquia. Inaugurado oficialmente em 1 de outubro de 2016, o estádio já abrigou jogos oficiais dos principais clubes locais (Göztepe, Altınordu e Altayspor), sendo atualmente a casa onde o Karşıyaka realiza seus jogos como mandante por competições nacionais. Sua capacidade máxima é de 9 138 espectadores.